# SN 2004cv
SN 2004cv – supernowa typu Ia odkryta 24 czerwca 2004 roku w galaktyce M+03-41-120. W momencie odkrycia miała maksymalną jasność 16,80m.